# Борован (община)
Община Борован се намира в Северозападна България и е една от съставните общини на област Враца.

## География

### Географско положение, граници, големина
Общината е разположена в централната част на област Враца. С площта си от 210,729 km2 заема 8-о място сред 10-те общините на областта, което съставлява 5,82% от територията на областта. Границите ѝ са следните:
- на северозапад – община Криводол;
- на север – община Хайредин;
- на изток – община Бяла Слатина;
- на югозапад – община Враца.

### Релеф, води
Релефът на общината е равнинен, а в най-южната част слабо хълмист. Територията ѝ условно попада в две физикогеографски области на България – Западната Дунавска равнина и много малка част в Западния Предбалкан.
Югозападно от село Нивянин, в големия завой на река Скът на територията на общината попада част от уединената височина Борованска могила с максимална височина от 423 m. По нейното северно подножие условно се прокарва границата между Западната Дунавска равнина и Западния Предбалкан.
Останалата част от община Борован се заема от обширната равнинна част на Западната Дунавска равнина, като малкото на брой малки реки и суходолия текат в плитки и широки долини. Северозападно от село Сираково, в долината на река Сираковска бара (десен приток на река Бързина) се намира най-ниската ѝ точка – 110 m н.в.
Цялата територия на общината попада във водосборния басейн на река Скът, която протича с част от горното си течение в най-южната ѝ част, северно от възвишението Борованска могила. Друга по значителна река е Бързина (ляв приток на Скът), която води началото си южно от село Малорад, преминава през селото, след което напуска територията на общината. На множество малки реки и дерета са изградени микроязовири („Велчов лъг“, „Братковец“, „Тихов лъг“, „Корея“ и др.), водите на които се използват основно за напояване на обширните земеделски земи.

## Населени места
Общината има 5 населени места с общо население 4839 жители към 7 септември 2021 г.
| Населено място (старо име)                                              | Население (преброяване от НСИ от 2021-09-07) | Население по настоящ адрес (ГРАО от 15 септември 2024) | Площ (km²) | Гъстота (д/km²) |
| ----------------------------------------------------------------------- | -------------------------------------------- | ------------------------------------------------------ | ---------- | --------------- |
| Борован                                                                 | 1878                                         | 2169                                                   | 81,458     | 26.63           |
| Добролево (Добралево)                                                   | 772                                          | 878                                                    | 34,115     | 25.74           |
| Малорад                                                                 | 1648                                         | 1697                                                   | 55,048     | 30.83           |
| Нивянин (Джурилово)                                                     | 374                                          | 463                                                    | 31,01      | 14.93           |
| Сираково                                                                | 167                                          | 219                                                    | 9,098      | 24.07           |
| Общо за общината:                                                       | 4839                                         | 5426                                                   | 210,729    | 25.75           |
| Населените места с кмет са със зелен фон, а тези без кметство – с жълт. |                                              |                                                        |            |                 |

### Административно-териториални промени
- Указ № 3/11 януари 1950 г. – преименува с. Джурилово на с. Нивянин;
- Указ № 960/обн. 4 януари 1966 г. – осъвременява името на с. Добралево на с. Добролево.

## Население
Численост
| Община Борован                                | Община Борован | Община Борован | Община Борован | Община Борован | Община Борован | Община Борован | Община Борован | Община Борован | Община Борован | Община Борован | Община Борован |
| --------------------------------------------- | -------------- | -------------- | -------------- | -------------- | -------------- | -------------- | -------------- | -------------- | -------------- | -------------- | -------------- |
| Година                                        | 1934           | 1946           | 1956           | 1965           | 1975           | 1985           | 1992           | 2001           | 2011           | 2021           |                |
| Население                                     | 11817          | 16312          | 15068          | 13443          | 11311          | 9179           | 8086           | 7150           | 5714           | 4839           |                |
| Източници: Национален Статистически Институт, |                |                |                |                |                |                |                |                |                |                |                |

Възрастов състав
| Население по възрастови групи към септември 2021 година | Население по възрастови групи към септември 2021 година | Население по възрастови групи към септември 2021 година | Население по възрастови групи към септември 2021 година | Население по възрастови групи към септември 2021 година | Население по възрастови групи към септември 2021 година | Население по възрастови групи към септември 2021 година | Население по възрастови групи към септември 2021 година | Население по възрастови групи към септември 2021 година | Население по възрастови групи към септември 2021 година | Население по възрастови групи към септември 2021 година | Население по възрастови групи към септември 2021 година | Население по възрастови групи към септември 2021 година | Население по възрастови групи към септември 2021 година | Население по възрастови групи към септември 2021 година | Население по възрастови групи към септември 2021 година | Население по възрастови групи към септември 2021 година | Население по възрастови групи към септември 2021 година | Население по възрастови групи към септември 2021 година |
| ------------------------------------------------------- | ------------------------------------------------------- | ------------------------------------------------------- | ------------------------------------------------------- | ------------------------------------------------------- | ------------------------------------------------------- | ------------------------------------------------------- | ------------------------------------------------------- | ------------------------------------------------------- | ------------------------------------------------------- | ------------------------------------------------------- | ------------------------------------------------------- | ------------------------------------------------------- | ------------------------------------------------------- | ------------------------------------------------------- | ------------------------------------------------------- | ------------------------------------------------------- | ------------------------------------------------------- | ------------------------------------------------------- |
| Общо                                                    | 0 – 4                                                   | 5 – 9                                                   | 10 – 14                                                 | 15 – 19                                                 | 20 – 24                                                 | 25 – 29                                                 | 30 – 34                                                 | 35 – 39                                                 | 40 – 44                                                 | 45 – 49                                                 | 50 – 54                                                 | 55 – 59                                                 | 60 – 64                                                 | 65 – 69                                                 | 70 – 74                                                 | 75 – 79                                                 | 80 – 84                                                 | 85+                                                     |
| 4839                                                    | 279                                                     | 318                                                     | 276                                                     | 292                                                     | 206                                                     | 240                                                     | 264                                                     | 244                                                     | 271                                                     | 305                                                     | 319                                                     | 287                                                     | 278                                                     | 331                                                     | 380                                                     | 283                                                     | 157                                                     | 109                                                     |

Етнически състав
| Етноси в община Борован (2011) | Етноси в община Борован (2011) | Етноси в община Борован (2011) | Етноси в община Борован (2011) | Етноси в община Борован (2011) |
| ------------------------------ | ------------------------------ | ------------------------------ | ------------------------------ | ------------------------------ |
| Етническа група                |                                |                                |                                |                                |
| българи                        | българи                        |                                | 92,16%                         | 92,16%                         |
| цигани                         | цигани                         |                                | 7,02%                          | 7,02%                          |
| турци                          | турци                          |                                | 0,14%                          | 0,14%                          |
| други и неопределени           | други и неопределени           |                                | 0,68%                          | 0,68%                          |

Жители по етническа група от общо 5114 самоопределили се (към 2011 година):
- българи: 4713
- турци: 7
- цигани: 359
- други: 10
- неопределени: 25

## Политика
- 2011 – Десислава Тодорова -Отстранена от ОИК на 09.01.2022 г. (Местна коалиция „СДС-ДПС“) печели на втори тур с 51% срещу Иван Костовски (ПП ГЕРБ)
- 2011 – Десислава Тодорова
- 2007 – Петър Цветковски
- 2003 – Петьо Гацински (Българска социалдемокрация) печели на втори тур с 52% срещу Петър Цветковски (БСП)
- 1999 – Петър Цветковски (БСП, Бългаска Евролевица, БКП Георги Димитров, БЗС Александър Стамболийски 1899) печели на втори тур с 56% срещу Тихомир Поповски (БСДП)
- 1995 – Петър Цветковски (Предизборна коалиция БСП, БЗНС Александър Стамболийски, ПК Екогласност) печели на първи тур с 62% срещу Георги Попадински (БЗНС – единен)

## Събития
- На 9 септември 2006 г. е регистриран футболният клуб „Шипка-2006“ в с. Малорад
- Празникът на общината е на 25 октомври. На същия ден през 1877 г. селото е освободено от турско владичество.
- По случай Ботевите празници през 2006 г.на 29 май 2006 г. в Борован е поставен паметник на Христо Ботев с парк около него на пътя, по който е минал революционерът.

През 2006 и 2007 година от общината се организира за Ботевите празници митинг-заря, с което се завръщат старите традиции по отдаване на почит към загиналите за свободата на България.

## Други
От 2004 г. в община Борован има улично осветление
През 2006 година от ПУДООС бяха одобрени 400 000 лв. за реализиране на проекта „Изграждане на главен канализационен колектор“ в с. Борован. С това се решава проблемът за отпадните води и изграждане на канализация на селото.
Само за 2007 година в община Борован са усвоени от външно финансиране 1 030 000 лв. През 2007 година за община Борован са реализирани значими проекти като асфалтиране на улици по програма ФАР за 162 000 евро, изграждане на КИЦ по програма ФАР за 23 000 евро, реализиране на програма за организиране на сметосъбирането в общината за 160 000 лв., целеви средства за асфалтиране на участъци от четвъртокласната пътна мрежа Борован – Малорад – Рогозен за 157 300 лв. и в с. Добролево от моста до главен път II-15 за 30 000 лв.

## Транспорт
През общината преминават частично 2 пътя от Републиканската пътна мрежа на България с обща дължина 27,4 km:
- участък от 12,2 km от Републикански път II-13 (от km 36,7 до km 48,9);
- участък от 15,2 km от Републикански път II-15 (от km 25,6 до km 40,8).

## Топографска карта
- Лист от карта K-34-24. Мащаб: 1 : 100 000.